# Carolina (Afrique du Sud)
Pour les articles homonymes, voir Carolina.

Carolina est une ville d'Afrique du Sud située dans la province du Mpumalanga.

## Historique
Carolina a été fondée en 1886 par Cornelius Johannes Coetzee comme dépôt ferroviaire à la suite de la découverte de pépites d'or en 1883 à Barberton. Elle a été baptisée en l'honneur de son épouse, Magdalena Carolina Smit. Le village s'est développé sur les terres des fermes Groenvlei et Goedehoop.
Carolina fut rasée par les Britanniques durant la seconde guerre des Boers puis reconstruite. La ville est située sur la ligne de chemin de fer menant d'Ermelo à Machadodorp puis en Eswatini.